# Oreste Baratieri
Oreste Baratieri (né le 13 novembre 1841 à Condino, dans le Trentin-Haut-Adige - mort le 7 août 1901 à Sterzing-Vipiteno) est un général italien.

## Biographie

### Les premières années
En 1860, Oreste Baratieri rejoint à 19 ans les chemises rouges de Garibaldi et participe à l'expédition des Mille en Sicile puis en Calabre et en Campanie contre les forces napolitaines et s'illustre à la prise de Capoue, ce qui lui vaut une décoration pour valeur militaire. En 1862, il intègre l'armée du jeune État italien en qualité de capitaine et est affecté au 6e régiment d'infanterie.
Il prend part à la guerre de 1866 et se bat notamment à Custoza (24 juin 1866) à l'issue de laquelle il reçoit une seconde décoration pour valeur militaire. L'année suivante, il rejoint à nouveau les chemises rouges pour participer à l'expédition de Garibaldi contre les États pontificaux et assiste à la bataille de Mentana remportée le 3 novembre par les armées pontificale et française sur les garibaldiens.
De retour dans l'armée italienne il en gravit les échelons. En janvier 1885, il devient lieutenant-colonel et en juillet suivant, il prend le commandement du 4e régiment de bersagliers. Le 11 septembre de la même année, il est promu au grade de colonel et en 1887, il est envoyé avec un bataillon de son unité en Érythrée. En avril 1888, il est rappelé en Italie mais il repart en Afrique dès l'été 1890, devenant le commandant en second de la place de Massaoua, base principale des troupes italiennes en Érythrée.

### Les campagnes d'Érythrée et d'Éthiopie

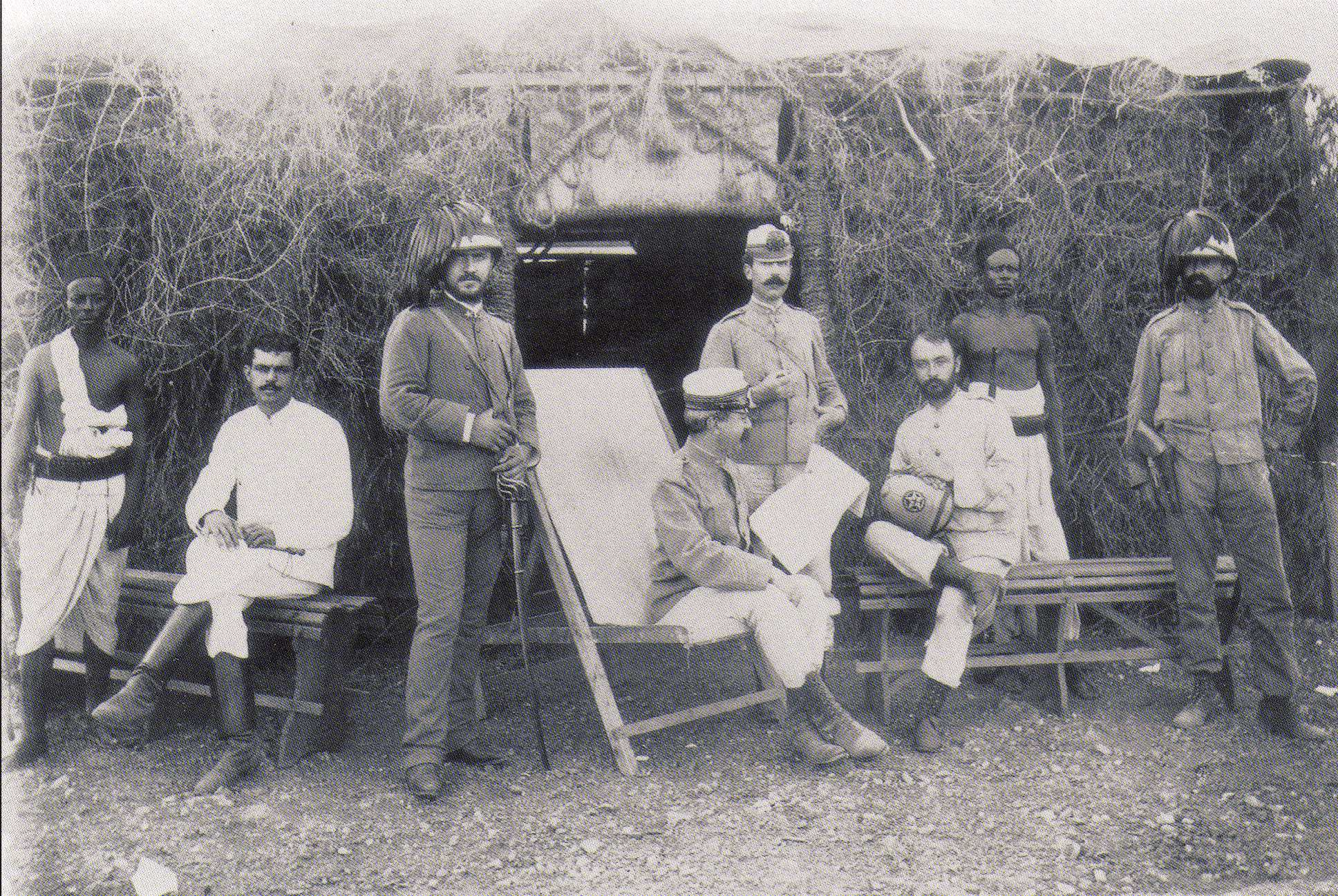
Le colonel Baratieri (assis au centre, casquette blanche), au milieu de son état-major à Saati, en Érythrée en 1888.

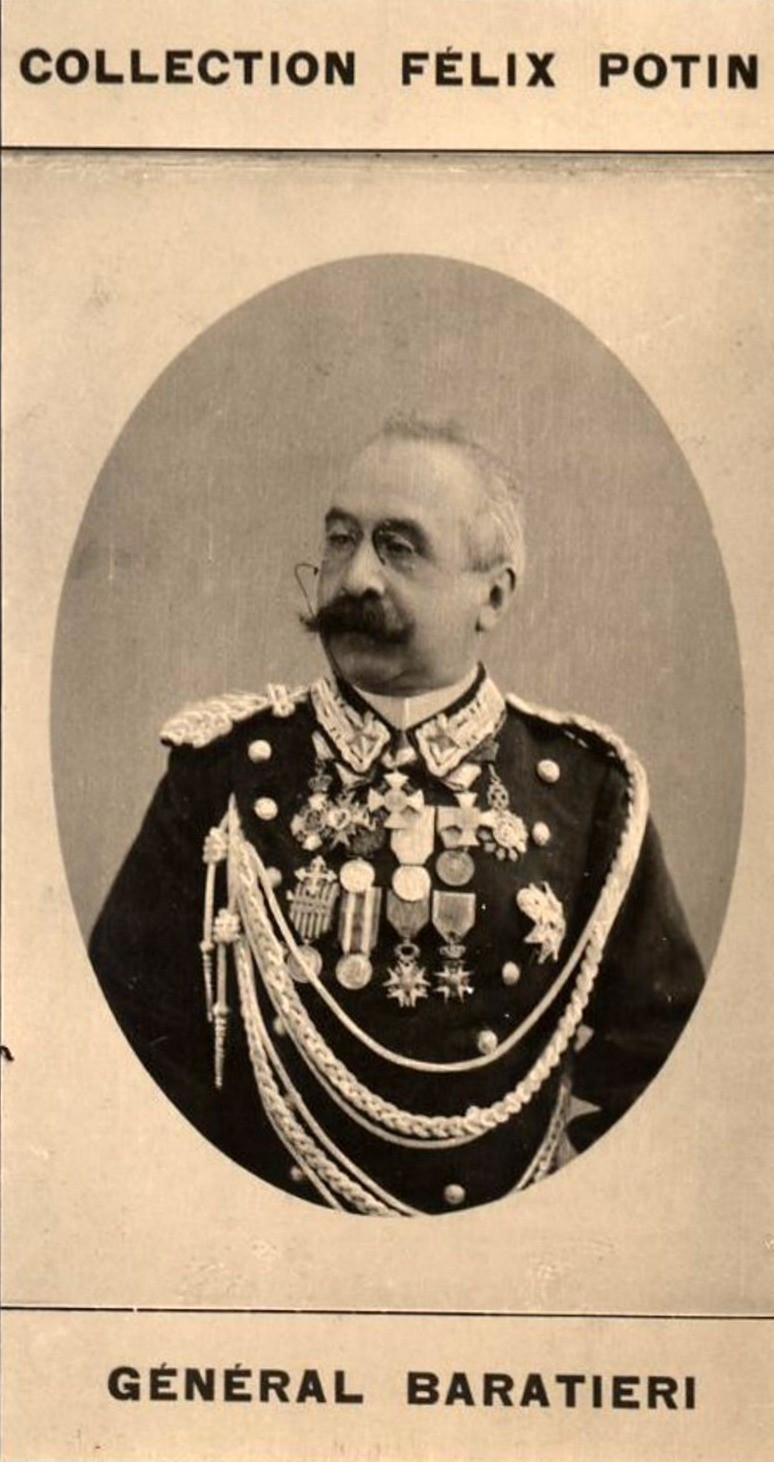

Il est nommé commandant des troupes italiennes stationnées en Afrique en juillet 1891, il devient gouverneur de la colonie italienne d'Érythrée le 22 janvier de l'année suivante et le 17 juillet, il est promu au grade de major-général.
Afin de sécuriser et d'étendre la colonie italienne dans la région, il dirige des opérations contre les Éthiopiens et les mahdistes soudanais. En 1894 et 1895, il remporte contre les premiers des succès à Coatit et à Sénafé et contre les seconds à Kassala. Ces victoires lui valent de recevoir la croix de l'ordre militaire de Savoie et d'être promu au grade de lieutenant-général pour mérite de guerre. Il bénéficie d'une vive popularité en Italie et à son retour en juillet 1895, il reçoit un accueil triomphal. Cependant, la situation militaire se dégradant en Éthiopie, il repart en Afrique, pressé par Francesco Crispi, le président du Conseil, d'en finir rapidement et définitivement.
En février 1896, il pénètre en Éthiopie à la tête d'une armée de 17 700 hommes; le 1er mars, ses troupes se heurtent à Adoua aux 100 000 Abyssins de l'empereur Ménélik II et elles subissent un désastre sans précédent dans l'histoire militaire coloniale: 5 800 soldats italiens et askaris sont tués, 3 000 capturés. L'ampleur de la défaite provoque une crise politique majeure en Italie et la chute du gouvernement Crispi tandis que le traité signé à Addis-Abeba le 26 octobre consacre la victoire et l'indépendance de l'Éthiopie.
Baratieri, qui a survécu à la bataille au contraire de deux de ses adjoints, les généraux Arimondi et Dabormina, est relevé de ses fonctions et remplacé par le général Baldissera. Il est jugé par un tribunal militaire en juin 1896 à Asmara mais blanchi des charges qui pèsent contre lui. Il quitte cependant l'armée en 1897 et se retire à Sterzing-Vipiteno, située alors dans le Tyrol autrichien.
Il est considéré comme un officier capable et courageux dont l'erreur principale a été de sous-estimer dramatiquement ses adversaires.